# Luke Jacobson
Luke Brittain Jacobson (Cambridge, 20 aprile 1997) è un rugbista a 15 neozelandese, terza linea della franchise dei Chiefs in Super Rugby e di Waikato nella Mitre 10 Cup.

## Biografia
Proveniente da una famiglia di rugbisti (entrambi i fratelli maggiori sono giocatori professionisti), Jacobson militò nelle giovanili di Waikato, la cui selezione under-19 guidò da capitano alla vittoria del titolo nazionale. Nella stagione 2017 della Mitre 10 Cup debuttò in prima squadra. L'anno successivo esordì anche in Super Rugby con la relativa franchigia dei Chiefs.
A livello internazionale, Jacobson disputò due edizioni del Campionato World Rugby Under-20 con la nazionale giovanile neozelandese, quella del 2016 e quella del 2017, che vinse come capitano. Esordì nella Nuova Zelanda il 20 luglio 2019 subentrando dalla panchina nella vittoriosa sfida con l'Argentina valida per il The Rugby Championship 2019. Nonostante quest'unica presenza, il commissario tecnico Steve Hansen lo incluse nella rosa degli All Blacks per la Coppa del Mondo di rugby 2019. Meno di una settimana dopo essere sceso in campo nell'amichevole preparatoria contro Tonga, fu costretto ad abbandonare la competizione iridata senza aver giocato nemmeno un minuto a causa dei sintomi tardivi di un trauma cranico.